# ХК Јуност Минск
Јуност Минск (рус. Юность-Минск) је белоруски хокејашки клуб из Минска. Клуб се такмичи у Белоруској екстралиги.

## Историја
Клуб је основан 1975. године. Пет пута су били шампиони Белорусије. Најтрофејнији су клуб Белорусије. Једном су били освајачи Купа Белорусије.
Два пута су освајали Континентални куп, 2007. и 2011. године.
Клуб утакмице као домаћин игра у Арени ХК Јуност Минск капацитета 767 места.

## Трофеји
- Белоруска екстралига:
  - Првак (6) :2004, 2005, 2006, 2009, 2010, 2011,

- Куп Белорусије:
  - Првак (1) :2004,

- Континентални куп:
  - Првак (2) :2007, 2011